# Tills vi mötas igen...
Tills vi mötas igen... är en amerikansk film från 1940 i regi av Edmund Goulding. Filmen är en nyinspelning av 1932 års Hongkong - San Francisco.

## Handling
Två personer, Joan Ames och Dan Hardesty träffas på ett fartyg på väg mot USA. Båda döljer för varandra att de snart inte längre kommer vara i livet. Hon har en dödlig sjukdom, han är en brottsling och skall avrättas.

## Rollista
- Merle Oberon - Joan Ames
- George Brent - Dan Hardesty
- Pat O'Brien - Steve Burke
- Geraldine Fitzgerald - Bonny Coburn
- Binnie Barnes - Comtesse de Bresac
- Frank McHugh - Rockingham
- Eric Blore - Sir Harold Pinchard
- Henry O'Neill - Dr. Cameron
- George Reeves - Jimmy Coburn
- Frank Wilcox - Purser
- Doris Lloyd - Louise
- Marjorie Gateson - Mrs. Hester
- Regis Toomey - Freddy
- Victor Kilian - Herb McGillis